# Историја Песме Евровизије
Песма Евровизије (фр. Concours Eurovision de la chanson) први пут је одржан 1956. године, првобитно замишљен као експеримент у транснационалном телевизијском емитовању. Након 1954. године, Европска радиодифузна унија (ЕБУ) организовала је међународно такмичење песама, на основу идеје коју су развили Серђо Пуљезе и Марсел Безенсон, првобитно заснованом на италијанском музичком фестивалу у Санрему.
Од првог издања одржано је 67 такмичења, а ажурирано: 2023. на сцени Евровизије изведено је преко 1.600 песама које представљају 52 земље. Такмичење је од инаугурације доживело многе промене, као што је увођење испадања 1990-их, а потом и полуфинале 2000-их, као одговор на све већи број заинтересованих земаља учесница. Правила такмичења су такође доживела вишеструке промене током година, при чему су систем гласања и језички критеријуми модификовани у неколико наврата.
Такмичење за песму Евровизије идентификовано је као најдуже годишње међународно телевизијско музичко такмичење на свету, према Гинисовој књизи рекорда, а око 40 земаља сада редовно учествује сваке године. Неколико других такмичења је инспирисано Евровизијом у годинама од њеног формирања, а ЕБУ је такође креирао низ бесплатних такмичења која се фокусирају на друге аспекте музике и културе. Издање такмичења из 2020. године првбитно је било отказано јер није било могуће одржати догађај због пандемије ковида 19.

## Преглед такмичења

### Теме и слогани такмичења
Појединачни слоган је био повезан са сваким издањем такмичења од 2002. године, осим 2009. Овај слоган одлучује емитер домаћин, а затим се користи за развој визуелног идентитета и дизајна такмичења. Овај слоган обично користе продуценти у планирању и формулисању визуелног идентитета емисије, а каналисан је у сценски дизајн такмичења, уводне и интервалне радње и "разгледнице": кратки видео снимци испреплетени између уноса који обично наглашавају земљу домаћина, и у многим случајевима уводе конкурентне акте.
| Година    | Град домаћин | Слоган                  |
| --------- | ------------ | ----------------------- |
| 2002      | Таллинн      | A Modern Fairytale      |
| 2003      | Рига         | A Magical Rendez-vous   |
| 2004      | Истанбул     | Under the Same Sky      |
| 2005      | Кијев        | Awakening               |
| 2006      | Атхенс       | Feel the Rhythm         |
| 2007      | Хелсинки     | True Fantasy            |
| 2008      | Београд      | Confluence of Sound     |
| 2010      | Осло         | Share the Moment        |
| 2011      | Дусселдорф   | Feel Your Heart Beat!   |
| 2012      | Баку         | Light Your Fire!        |
| 2013      | Малме        | We Are One              |
| 2014      | Копенхаген   | #JoinUs                 |
| 2015      | Беч          | Building Bridges        |
| 2016      | Стоцкхолм    | Come Together           |
| 2017      | Кијев        | Celebrate Diversity     |
| 2018      | Лисабон      | All Aboard!             |
| 2019      | Тел Авив     | Dare to Dream           |
| 2020 2021 | Ротердам     | Open Up                 |
| 2022      | Торино       | The Sound of Beauty     |
| 2023      | Ливерпул     | United by Music         |
| 2024      | Малме        | Остаје да буде утврђено |

## Историјат
Европска радиодифузна унија (ЕБУ) формирана је 1950. године, када је британски емитер BBC био домаћин конференције са 23 организације у хотелу Империал у Торкију у Енглеској, са циљем успостављања сарадње на креативним подухватима и постављања темеља за размену телевизијских програма. преко граница. „Евровизија“ као термин у телекомуникацијама први је употребио британски новинар Џорџ Кампи у лондонском Evening Standard-у 1951. године, када је поменуо програм Би-Би-Сија који је преносила холандска телевизија; ЕБУ-ова мрежа за пренос Евровизије је касније основана 1954. године, у то време формирана од низа микроталасних веза широм Европе.
У годинама након формирања ЕБУ-а, низ великих догађаја преношен је преко њихове инфраструктуре, укључујући крунисање Елизабете II, које је, поред Уједињеног Краљевства, емитовано у Француској, Белгији, Холандији и Немачкој. Септембра 1953. састанак EBU у Лондону резултирао је низом међународних програма размене организованих следеће године, под називом „Сезона европске телевизије“, који су се преносили уживо широм Европе преко Евровизијске мреже. Први од ових програма приказан је 6. јуна 1954. године, приказујући покривање Фестивала Нарциса одржаног у Монтреу, Француска, након чега је уследио обилазак Ватикана. Даљи догађаји су емитовани током наредних дана, укључујући Палио ди Сиена, атлетски митинг у Глазгову, параду Краљевске морнарице која пролази поред краљице Елизабете II и директан пренос фудбалских утакмица са Светског првенства у фудбалу 1954. у Швајцарској, први пут Светско првенство у фудбалу је пропраћено директним телевизијским преносом.
Након ове летње сезоне програма, ЕБУ је формирао „Програмски комитет“ да истражује нове иницијативе за сарадњу између емитера сваке године, са Марселом Безенсоном, генералним директором Швајцарске радиодифузне корпорације (СРГ ССР), који је био први председник комитета, и Рене Макол, заменик директора Би-Би-Си-ја, и Жан д'Арси, директор RTF, на функцији потпредседника. Овај комитет се састао у Монте Карлу јануара 1955. и одобрио два нова пројекта за даље проучавање: такмичење европских песама, које је првобитно предложио Серђо Пуљезе из италијанске телевизије RAI, и такмичење забављача аматера; ова последња идеја је на крају одбачена. Дана 19. октобра 1955. године, на годишњој Генералној скупштини ЕБУ-а, одржаној у Палацо Цорсини у Риму под председништвом генералног директора ББЦ Сир Иан Јацоб- а, ЕБУ је пристао на организовање песничког такмичења, под првобитним титулу Велике награде Европе, и прихватио је предлог швајцарске делегације да буде домаћин манифестације у Лугану у пролеће 1956. Формирана је подгрупа за планирање ради утврђивања правила такмичења, на челу са Едуардом Хасом из СРГ ССР-а, која је користила италијански музички фестивал у Санрему као основу за свој рад, са неколико амандмана и допуна како би боље одражавали ову нову међународну верзију.

### 1950-их
Такмичење за песму Евровизије 1956. било је прво издање такмичења које је организовала Radiotelevisione svizzera di lingua italiana (RTSI) и одржано је 24. маја 1956. у Театру Курсаал у Лугану, Швајцарска. Прописи за прво такмичење дозвољавали су једној радиодифузној организацији из сваке земље да пошаље две песме у трајању између 3 и 3½ минута; ово је било једино издање које је дозвољавало слање више од једне песме по земљи учесници. Свака земља је снажно подстакнута да одржи национално такмичење како би одабрала своје конкурентске радове, при чему је било дозвољено да наступају само соло уметници. На инаугурационом такмичењу учествовало је седам земаља, а пријаве су пристигле из Белгије, Француске, Немачке, Италије, Луксембурга, Холандије и Швајцарске. Гласање на овом првом такмичењу одржано је иза затворених врата: по два члана жирија из сваке земље која се налазила на месту одржавања рангирала су такмичарске песме, укључујући и оне из своје земље. Прва победница такмичења била је представница Швајцарске Лис Асија са песмом Refrain. На крају је проглашен само укупни победник такмичења, а потпуни резултати никада нису објављени. Познато је да ниједан познати видео снимак догађаја не може да преживи даље од вести о победничкој репризи; звук већине такмичења ипак постоји.
Такмичење за песму Евровизије 1957. било је друго издање такмичења, које је организовао Hessischer Rundfunk (HR) у име АРД-а и одржано је 3. марта 1957. у Großer Sendesaal des hessischen Rundfunks у Франкфурту, Западна Немачка. Раним правилима утврђено је да ће други емитер преузимати задатак да организује такмичење сваке године, а Немачка је изабрана за домаћина догађаја 1957. На другом издању такмичење учествовало је десет земаља, а седам оригиналних емитера придружиле су се Аустрија, Данска и Уједињено Краљевство, а свака земља је послала по једну песму на разматрање. Узимајући инспирацију из Фестивала британских популарних песама, који је организовао Би-Би-Си у августу 1956. који је укључивао семафор и гласање регионалних жирија, организатори такмичења су одлучили да ове идеје уграде у паневропско такмичење, омогућавајући гледаоцима код куће да прате гласање. Уведен је нови систем гласања са жиријем од десет чланова у свакој земљи који су давали по један глас за своју омиљену песму; чланови жирија из једне земље нису могли да гласају за песму своје земље, што је правило које важи и данас. За победника је проглашена Холандија коју је представљала Кори Брокен са песмом Net als toen.
Такмичење за песму Евровизије 1958. било је треће издање такмичења које је организовала Nederlandse Televisie Stichting (NTS)и одржано 12. марта 1958. у студију АВРО у Хилверсуму, Холандија. Ово је био први пут да је земља победница из претходног издања добила част да буде домаћин, постављајући преседан који се и даље практикује. Уједињено Краљевство је одлучило да се не такмичи ове године, међутим Шведска је дебитовала, чиме је укупан број земаља такмичара остао на десет. Уведено је ново правило које ограничава трајање сваке такмичарске пријаве на 3 минута, подстакнуто прошлогодишњим такмичењем када је италијанска пријава трајала више од 5 минута. Француска је остварила прву победу на такмичењу, коју су представљали Андре Клаво која је извела песму Dors, mon amour. Упркос томе што је освојила треће место, италијанска песма Nel blu, dipinto di blu, популарно позната као „Воларе“ и коју изводи Доменицо Модуњо, остварила би већи комерцијални успех од победничке песме, доспевши на прво место на америчкој Billboard Hot 100. Песму су обрадили бројни други уметници током наредних година и остварила је комбиновану продају од преко 22 милион примерака широм света.
Такмичење за песму Евровизије 1959. било је четврто издање такмичења које је организовала Radiodiffusion-Télévision Française (РТФ) и одржано 11. марта 1959. у Палати фестивала у Кану, Француска. У овом издању такмичило се 11 земаља. УК је поново приступило такмичењу, док је нова земља учесница била Монака. Са друге стране, Луксембург није учествовао у такмичењу. Холандђанин Теди Шолтен однео је победу са песмом Een beetje, поставши прва земља која је два пута победила на такмичењу. Ово такмичење је такође означило једини пут да је за три најбоље песме дато репризно извођрење у склопу такмичења, при чему су Британци Теди Џонсон & Перл Кар и Францускиња Жан Филип такође наступили по други пут на крају емитовања.

### 1960-их
Такмичење за песму Евровизије 1960. било је пето издање такмичења које је организовао BBC и одржано је 25. марта 1960. у Роиал Фестивал Халл у Лондону, Уједињено Краљевство. Холандски емитер НТС одбио је прилику да организује догађај по други пут у три године, што је навело ЕБУ да се обрати Би-Би-Сију да буде домаћин догађаја као прошлогодишњи другопласирани. Број конкурентских земаља порастао је на 13, пошто се Луксембург вратио, а Норвешка је по први пут послала свог представника. Француска је забележила другу победу на такмичењу, а Жаклин Бојер је освојила титулу са песмом Tom Pillibi.
Песма Евровизије 1961. је била шесто издање такмичења, које је организовао RTF и одржано 18. марта 1961. у Палати фестивала у Кану, Француска. Француска је постала прва земља која је била домаћин два такмичења, а Палата фестивала је поново била место где се одржао догађај. Ово је такође било прво такмичење које је одржано у суботу увече, што је сада постало стандардни термин за финале такмичења. На овогодишњем такмичењу такмичило се рекордних 16 земаља, са дебитантским пријавама из Финске, Шпаније и Југославије. Луксембург је постао четврта земља која је освојила титулу Евровизије, а француски певач Жан-Клод Паскал донео је прву победу Великом војводству са Nous les amoureux.
Такмичење за песму Евровизије 1962. је било седмо издање такмичења, које је организовала компанија RTL Group и одржано је 18. марта 1962. у Великом аудиторијуму РТЛ-а, Вила Лувињи у граду Луксембург, Луксембург. Први пут није било промене у погледу земаља које се такмиче, са истим саставом као 1961. године. На овом такмичењу је примењен нови систем гласања, тако да је свака земља давача 3, 2 и 1 поен за прве три песме, што је утврђено комбинованим гласовима окупљеног жирија. Францускиња Изабел Обре тријумфовала је са композицијом Un premier amour, што је Француској донело трећу победу у последњих пет година.
Песма Евровизије 1963. била је осмо издање такмичења, које је организовао Би-Би-Си, а одржано је 23. марта 1963. у телевизијском центру Би-Би-Си у Лондону, Уједињено Краљевство. Француски РТФ је одбио понуду да још једном организује такмичење, а Би-Би-Си је ои други пут буи домаћин такмичења. Усвојена је модификација система гласања коришћеног 1962. године, при чему земље сада дају 5, 4, 3, 2 и 1 поен за своје омиљене песме. У тесној борби за прво место између Данске и Швајцарске, дански предстаници Грете и Јøрген Ингман су победили са песмом Dansevise, што је скандинавској земљи донело прву победу.
Такмичење за песму Евровизије 1964. било је девето издање такмичења које је организовао Danmarks Radio (DR) и одржано 21. марта 1964. у Концертној дворани Тиволи у Копенхагену, Данска. Шведска је била принуђена да се повуче због индустријске акције Савеза шведских музичара, међутим како је Португал дебитовао ове године, укупан број такмичарских земаља остао је 16. Друга модификација система гласања сада је видела да свака земља даје 5, 3 и 1 поен за прве 3 песме на основу укупног броја гласова које су дали чланови жирија, при чему је сваки члан жирија имао три гласа за расподелу међу песмама; ако би сви чланови гласали само за две песме, ови би добили 6 и 3 поена, а ако би сви чланови гласали за исту песму добијали би по 9 поена. Овај догађај је био први пут да је такмичење прекинуо демонстрант, када је човек који демонстрира против десничарских диктатура Шпаније и Португала и укључивања ових земаља у такмичење изашао на бину држећи транспарент на коме је писало „Бојкот Франка и Салазара“, пре него што је брзо уклоњен док су камере пресекле снимак семафора.   Међутим, ниједан снимак овог протеста није остао јер, као и на такмичењу из 1956. године, није познато да постоји видео снимак такмичења, али се зна да су сачувани снимци уводне секвенце и победничке репризе, као и аудио снимци. Италијанка Ђиљола Чинквети остварила је убедљиву победу са песмом Non ho l'età, освојивши скоро три пута више бодова од друге Британије и доневши Италији прву победу на Евровизији.
Такмичење за Песму Евровизије 1965. било је десето издање такмичења које је организовала италијанска RAI. Одржано је 20. марта 1965. у Sala di Concerto della RAI у Напуљу, Италија. На овом јубиларном догађају такмичило се рекордних 18 земаља, при чему се вратила Шведска, а дебитовала је Иреска. С обзиром да је такмичење по први пут преузела мрежа Интервизија и емитовано у земљама као што су Совјетски Савез, Чехословачка, Пољска, Мађарска и Источна Немачка, такмичење из 1965. је било највеће до сада са процењеном глобалном публиком од 150 милиона гледалаца. Улазак Шведске је изазвао одређене контроверзе када је њихов улазак изведен на енглеском, а не на њиховом националном језику, шведском; пошто није постојало правило које би диктирало на ком језику земља може да изводи ово је било дозвољено упркос протестима других конкурентских земаља. Луксембург је победио по други пут, а француска певачица Франс Гал извела је Poupée de cire, poupée de son. То је био први пут да је поп песма победила на такмичењу, што ће утицати на врсту песама које ће учествовати на такмичењу у годинама које долазе.
Уочи такмичења 1966. године, ЕБУ је позвао емитере да поднесу предлоге идеја за које верују да би требало да буду имплементиране е у будућим такмичењима. Ово је подстакнуто забринутошћу из ЦЛТ-а у погледу њихове способности да организују следећи догађај. Неке заједничке идеје неколико емитера укључивале су: увођење полуфинала како би се смањио број такмичарских песама, уз сугестије неких да конкурентске земље буду подељене на географској или лингвистичкој основи; увођење стручњака за музику чији би гласови имали 50% удела у резултату како би омогућили већи нагласак на музичком квалитету; и пооштравање правила о ограничењу језика, са стварањем улоге извршног супервизора у циљу надгледања такмичења и подизања стандарда производње. Даљи предлози о променама такмичења укључивали су одржавање догађаја на више локација, са наступима и обавезама домаћина подељеним у две или три различите земље у конкуренцији; овај предлог је одбијен након забринутости да ће музички квалитет и доследност трпети у такмичењу које се одржава на више локација и са више оркестара, као и да би се ризик од техничког квара такође повећао коришћењем више места. ЕБУ је наставио да је усвојио низ изнетих сугестија, са следећим такмичењем са музичким стручњацима у националним жиријима и применом језичког правила које прописује да се песме морају изводити на једном од националних језика земље учеснице. Остале промене, као што су полуфинале и подела земаља према постављеним критеријумима, накнадно би се поново разматрале у деценијама које долазе.
Такмичење за песму Евровизије 1966. је било једанаесто издање такмичења, које је организовао RTL, а одржано је 5. марта 1966. у Grand Auditorium de RT, Villa Louvigny у граду Луксембург, Луксембург. Ово је било друго такмичење одржано у Луксембургу. Реализовано је у истом простору као и 1961. године. На издању такмичења из 1961. одржан је први наступ црне уметнице на Евровизији, када је Холандију представљала Мили Скот. Удо Јиргенс је обезбедио прву победу Аустрије са Merci, Chérie; ово је био Јургенсов трећи покушај да победи на такмичењу, пошто је претходно био шести 1964. и четврти 1965.
Такмичење за песму Евровизије 1967. је било дванаесто издање такмичења које је организовала Аустријска радио телевизија (ОРФ) и одржано је 8. априла 1967. на Хофбург у Бечу, Аустрија. Данска се повукла из овог издања такмичења, чиме је број земаља смањен на 17. Систем бодовања који је последњи пут коришћен 1961. године, са десет чланова који су дали један глас за свог фаворита, поново је уведен, а најмање половина чланова жирија у свакој земљи морала је да буде млађа од 30 година. Бројне друге новине које су по први пут уведене на овом такмичењу, као што су снимци из зелене собе током процеса гласања и именовање званичног представника сваке земље, постали су саставни делови данашњег такмичења. Сенди Шоу из Уједињеног Краљевства победила је на такмичењу са Puppet on a String на убедљив начин, при чему је УК добила више него двоструко више гласова од другопласиране Ирске и освојила своју прву титулу на Евровизији.
Такмичење за песму Евровизије 1968. је било тринаесто издање такмичења, које је организовао Би-Би-Си, а одржано је 6. априла 1968. у Ројал Алберт Холу у Лондону, Уједињено Краљевство. Ово је било прво издање такмичења које је снимано у боји. У тесном редоследу гласања Шпанија и Уједињено Краљевство су се бориле за прво место до самог краја такмичења, при чему су гласови жирија били одлучујући у корист Шпанца Масијела са само једним гласом предности. Жоан Мануел Серат је првобитно био најављен као шпански представник, али када је желео да пева на каталонском, шпански диктатор Франсиско Франко захтевао је да изведе La La La на кастиљанском, што је резултирало његовом заменицом Масијелом. Шпански документарац из 2008. тврди да је Франко, у покушају да избегне грађанске немире који се могу видети у другим деловима Европе и у намери да побољша положај Шпаније на глобалном нивоу, наредио агентима да покушају да манипулишу гласовима жирија других земаља како би обезбедили победу Шпаније на такмчењу. Документарац даље сугерише да је победник требало да буде Британац Клиф Ричард, који је пре такмичења најављен као победник. Међутим, ефекат сваког потенцијалног подмићивања је оспорен, а други, укључујући Масиела, оптужили су творце документарних филмова и емитера да су произвели скандал.
Такмичење за песму Евровизије 1969. је било четрнаесто издање такмичења које је организовала Televisión Española (TVE) и одржано је 29. марта 1969. у Театру Реал у Мадриду, Шпанија. На такмичење пријавило се 16 земаља, а Аустрија је одбила да учествује због шпанске диктатуре. У тесном редоследу гласања Француска, Шпанија, Холандија и Велика Британија су се бориле за прво место, када су гласовима коначног жирија све четири земље завршиле са једнаким бројем бодова. Без правила за решавање нерешеног резултата, све четири земље су проглашене победницима, што је једини пут да је више од једне земље победило у календарској години. Пошто су на срећу освојене четири медаље за доделу награда, Шпањолки Саломе, Лулу из Велике Британије, Лени Кур из Холандије и Францускињи Фриди Бокар су добили награде уочи репризног извођења све четири победничке песме: Vivo cantando, Boom Bang-a-Bang, De troubadour и Un jour, un enfant. Француска је остварила нову рекордну четврту победу на такмичењу, при чему је Холандија забележила трећу победу, а Шпанија и Уједињено Краљевство су оствариле другу победу; Шпанија је такође постала прва земља која је остварила две победе у низу.

### 1970-их
Такмичење за песму Евровизије 1970. је било петнаесто издање такмичења, које је организовао Nederlandse Omroep Stichting (NOS) и одржано је 21. марта 1970. у RAI Congrescentrum у Амстердаму, Холандија. Одржан је жреб да би се одредила земља домаћин овог такмичења након четвороструког изједначења за прво место 1969. године, који је изабрао Холандију за домаћина над Француском, пошто су Шпанија и Уједињено Краљевство одбиле да учествују у жребу због тога што су биле домаћин недавна такмичења. Широко распрострањено незадовољство резултатом такмичења 1969. довело је до повлачења Финске, Норвешке, Шведске и Португала, а Аустрија и Данска су такође одбиле да учествују у одговору, остављајући само 12 земаља да се такмиче у Амстердаму, што је најмањи број учесника од 1959. године. Први пут је уведено правило тај-брејка како би се осигурало да нема даљих заједничких победника: у резултату нерешеног резултата за прво место, уметници укључених земаља ће поново наступити, а жири у свим осталим земљама ће одредити победник дизањем руку; ако би и то резултирало нерешеним резултатом, онда би земље поделиле титулу. Бројне иновације које су од тада постале редовне карактеристике такмичења први пут су примењене ове године, првобитно као начин да се продужи емитовање због малог броја пријављених учесника. То укључује проширену уводну филмску секвенцу која наглашава земљу домаћина и кратке филмске исјечке „разгледнице“ које истичу учеснике или земљу домаћина које су постављене између конкурентских пјесама. Ирска, која би победила више пута од било које друге земље, забележила је своју прву победу у овом издању Евровизије, а Дана је учествовала у такмичењу са песмом All Kinds of Everything.
Такмичење за песму Евровизије 1971. било је шеснаесто издање такмичења које је организовао Raidió Teilifís Éireann (RTÉ) и одржано је 3. априла 1971. у Театру Гејти у Даблину, Ирска. Бројне промене на такмичењу су омогућиле групе по први пут, са највише шест извођача на сцени; раније су само један или два главна вокала била дозвољена уз подршку највише три споредна уметника. Такође је уведен нови систем гласања, који је уведен како би се обезбедио јасан победник и како би се избегло да земље добију нулте бодове: два поротника из сваке земље, један млађи од 25 година, а други изнад, рангирали су све песме осим оне своје земље на скали од један до пет. Све земље су сада биле у обавези да обезбеде музички видео за песме представнице као и да емитују све пријаве уочи такмичења путем емисије за преглед. Са овим променама, земље које су се избориле 1970. године осетиле су да могу да се врате, а присуствовало је укупно 18 учесника, највеће такмичење од 1966. године, са Норвешком, Шведском, Финском, Аустријом и Португалијом, а Малта је дебитовала. Монако је забележио прву и једину победу, а француска певачица Северин победила је за кнежевину са песмом Un banc, un arbre, une rue.
Такмичење за песму Евровизије 1972. било је седамнаесто издање такмичења које је организовао Би-Би-Си. Такмичење је одржано 25. марта 1972. у дворани Ашер у Единбургу, Уједињено Краљевство. Télé Monte-Carlo (TMC)је у почетку изразио интересовање за организовање догађаја, али ниједно одговарајуће место у Монаку није било доступно на време за такмичење. Након што су шпански ТВЕ и немачки АРД заузели друго и треће место претходне године, а француски ОРТФ одбили су прилику да буду домаћини, ББЦ је још једном понудио да се умеша, одводећи по први пут такмичење ван Лондона и Енглеске, да шкотске престонице. Поново је било присутно истих 18 земаља учесница од 1971. године, а примењен је исти систем гласања. Такмичење је емитовано у 28 земаља, а први пут је било доступно уживо у Азији, а гледаоци су могли да гледају емисију у Јапану, Тајвану, Филипинима, Хонг Конгу и Тајланду. Луксембург је остварио трећу победу на такмичењу. Луксембург је представљала грчка певачица Вики Леандрос са Après toi; то је био њен други наступ на Евровизији, пошто је претходно остварила 4. представљајући Луксембург 1967.
Такмичење за песму Евровизије 1973. било је осамнаесто издање такмичења, које је организовалаRTL Group, а одржано је 7. априла 1973. у Театру Нуво у граду Луксембург, Луксембург. Израел је први пут наступио, поставши прва неевропска држава која је учествовала у такмичењу, док су се Аустрија и Малта повукле, чиме је укупан број земаља учесница био 17. Након мање од годину дана након масакра у Минхену, обезбеђење је било необично строго у светлу израелског дебија, са местом које су власти и израелска делегација затвориле, изоловане у свом хотелу и окружене наоружаним чуварима када то није било потребно на месту догађаја; публика је такође била упозорена да не стоји током представе и ризикује да буде упуцана. Ова година је означила прво укидање језичког правила, омогућавајући учесницима слободу да изаберу језик на којем желе да наступају: неколико земаља је то искористило, а Финска и Шведска су наступиле на енглеском, док су Норвешка наступиле и на енглеском и на француском. Унапред снимљене пратеће нумере су такође биле дозвољене по први пут, међутим, сви вокали су и даље морали да се изводе уживо и сви инструменти који се налазе на нумери морали су да се виде на сцени. Луксембург је победио на такмичењу другу годину заредом, а француска певачица Ан-Мари Давид донела је Луксембургу четврту победу са песмом Tu te reconnaîtras; Луксембург је тако постао прва земља која је освојила две директне узастопне победе, Шпанија је победила и 1968. и 1969. године, али је поделила последњу титулу.
Такмичење за песму Евровизије 1974. било је деветнаесто издање такмичења које је организовао Би-Би -Си, а одржано је 6. априла 1974. у Дому у Брајтону, Уједињено Краљевство. Луксембуршки CLT одбио је понуду да буде домаћин такмичења другу годину заредом, а шпански RTVE као другопласирани 1973. такође је одбио дужност домаћина; Понуда израелске IBA је одбијена због њихових ограничених техничких могућности, а на крају је Би-Би-Си још једном преузео организацију на себе и по пети пут преузео такмичење. Укупно се такмичило 17 земаља, а Грчка је дебитовала; Француска се повукла неколико дана пре догађаја након смрти председника Француске Жоржа Помпидуа, у знак поштовања пошто је његова сахрана била организована на дан такмичења. Систем гласања је још једном измењен како би се вратио систем који је последњи пут коришћен 1970. године, са 10 чланова жирија који су дали један глас за своју омиљену песму. Шведска група ABBA проглашена је за победнике такмичења са популарном постом Waterloo, чиме је Шведска први пут победила на Евровизији. Победа групе ABBA на такмичењу довела би их до светске славе, са процењених 380 милион плоча продатих током своје каријере, а песма је продата у пет милиона примерака и постала је једна од најуспешнијих песама у историји које су победиле на такмичењу.
Такмичење за песму Евровизије 1975. било је двадесето издање такмичења, које је организовао Sveriges Television и одржано 22. марта 1975. у Stockholmsmässan у Стокхолму, у Шведској. У овом издању такмичења учествовало је тада рекордних 19 земаља, при чему су се Грчка повукла, Француска и Малта су поново узеле учешћа, док је Турска дебитовала. СР је у почетку оклевао у организовању такмичења због трошкова који су са њим долазили, и желео је да све конкурентске земље деле трошкове, међутим ови планови поделе трошкова нису спроведени на време за догађај '75. Догађај у Стокхолму такође је доживео демонстрације левичарских активиста који су се противили високим трошковима одржавања догађаја. На овом такмичењу уведен је нови систем гласања, који је био основа за награђивање бодова на свим будућим такмичењима: жири сваке земље је додијелио 12 бодова њиховој најбоље пласираној песми, 10 бодова другопласираној, а затим 8 бодова. до 1 бода за оне који су рангирани од трећег до десетог. Холандија је била прва земља која је победила на такмичењу по овом новом систему. Teach-In је остварио четврту победу на холандској Евровизији са Ding-a-dong.
Такмичење за песму Евровизије 1976. је било двадесет и прво издање такмичења које је организовао NOS и одржано 3. априла 1976. у Холандском конгресу у Хагу, Холандија.  Прошлогодишњи домаћин Шведска, као одговор на протесте током догађаја 1975. године и у страху од трошкова који су повезани са организовањем догађаја ако поново победе, одлучила је да се повуче, придруживши се Малти и Турској које су претходно одустале од учешћа, међутим, са Аустријом и Грчком које су вратиле укупно 18 земаља је изашли на сцену на трећем такмичењу на којем је Холандија домаћин. Делимично као одговор на забринутост коју је изнео шведски емитер, све конкурентске земље су сада морале да допринесу трошковима одржавања Евровизије, при чему је вредност накнаде за допринос зависила од гледаности и становништва земље. Уједињено Краљевство је зарадило своју трећу победу на Евровизији, коју је остварила група Brotherhood of Man са песмом Save Your Kisses for Me, која ће продати преко шест милиона плоча широм света, више од било које друге победничке песме у историји такмичења.
Такмичење за песму Евровизије 1977. било је двадесет друго издање такмичења које је организовао Би-Би-Си. Одржано је 7. маја 1977. у конференцијском центру Вембли у Лондону, Уједињено Краљевство. Првобитно планиран да се одржи 2. априла, штрајк камермана и техничара ББЦ-а довео је до петонедељног одлагања. На овом такмичењу поново је уведено језичко правило, што значи да се песме могу изводити само на једном од националних језика земље коју представља. У Лондонском такмичењу учествовало је 18 земаља, при чему се Шведска вратила, а Југославија се повукла; Тунис је такође покушао да први пут учествује у такмичењу, али то се на крају није остварило, упркос томе што је планирано да наступе као четврти. Француска је поставила нови рекорд тако што је забележила пету победу на Евровизији, а Мари Мирјам се такмичила са  L'Oiseau et l'Enfant, што ће постати последња победа Француске до сада.
Такмичење за песму Евровизије 1978. било је двадесет треће издање такмичења које је организовао ТФ1 и одржано 22. априла 1978. у Палати конгреса у Паризу, Француска.  Постављен је нови рекорд на такмичењу са 20 земаља учесника. Француска је по трећи пут организовала такмичење, а поново су учествовале Данска и Турска. Данска је наступила први пут након паузе од 1966. Израел је први пут победио на такмичењу, а представљали су га Изар Коен и Алфабета са песмом A-Ba-Ni-Bi. Победа Израела се показала проблематичном за један број неконкурентних емитера који су емитовали догађај, посебно оне у арапском свету са ограниченим признањем Израела, а многи емитери су рано прекинули пренос догађаја када је постало јасно да ће Израел победити.
Такмичење за песму Евровизије 1979. било је двадесет четврто издање такмичења које је организовала Израелска радиодифузна управа (ИБА) и одржано 31. марта 1979. у Међународном конгресном центру у Јерусалиму. Учествовало је 19 земаља, а Турска, која је првобитно намеравала да учествује и која је већ изабрала свој акт, повукла се у касној фази након притиска арапских нација које су се противиле учешћу претежно муслиманске нације у Израелу. Због тесног резултата Израел и Шпанија су се такмичили за прво место, при чему је Шпанија водила са само једним бодом разлике у коначном гласању. Пресудан глас је припадао Шпанији; који је земљи домаћину дао 10 бодова, Израелу су доделили другу победу у низу, препустивши победу Milk and Honey и њиховој песми Hallelujah.

### 1980-их
Такмичење за песму Евровизије 1980. било је двадесет пето издање такмичења, које је организовао Nederlandse Omroep Stichting (NOS) и одржано 19. априла 1980. у Холандском конгресу у Хагу, Холандија. Израел је, пошто је победио претходне године, првобитно пристао да буде домаћин такмичења, међутим због трошкова одржавања догађаја другу годину заредом, ИБА је на крају одбила да буде домаћин догађаја. Након што су се бројни други емитери, укључујући Би-Би-Си, чинило неспремним да организују догађај, НОС се укључио у договор да би могли да буду организатор такмичења са смањеним обимом продукције, користећи исту месту за одржавање такмичења као и 1976. Датум 19. април показао се проблематичним за Израел јер је био у сукобу са Јом Хазикароном, а након неуспелих покушаја да се помери датум када се Израел на крају повукао, први и једини пут да прошлогодишња земља победница није била у стању да одбрани своју титулу. Монако се такође повукао из такмичења, међутим остало је деветнаест земаља такмичара, при чему се Турска вратила као учесница, а Мароко је дебитовао, поставши прва афричка земља која се такмичи. Џони Логан је забележио прву од своје три победе на Евровизији у Хагу, чиме је Ирска однела другу победу са песмом What's Another Year.
Такмичење за Песму Евровизије 1981. било је двадесет шесто издање такмичења које је организовао РТЕ и одржано 4. априла 1981. у RDS Simmonscourt у Даблину, Ирска. Укупно се такмичило 20 земаља, од којих је Кипар дебитовао, Израел и Југославија су поново наступали, а Мароко и Италија су се повукли, од чега Италија по први пут од оснивања такмичења. Публика широм света од око 500 Очекивало се милионе гледалаца, са око 30 земаља које ће емитовати широм Европе, Азије и Северне Африке. Гласање се свело на тесну борбу између Швајцарске, Уједињеног Краљевства и Немачке, а Велика Британија је остварила четврту победу са разликом од 4 бода над Немачком. Група Bucks Fizz, специјално формирана за такмичење, имаће велики успех у наредним годинама, а њихова песма Making Your Mind Up која је победила на Евровизији постала би европски хит.
Такмичење за песму Евровизије 1982. било је двадесет седмо издање такмичења, које је организовао Би-Би-Си, а одржано је 24. априла 1982. у Конгресном центру Харогејт, у Уједињеном Краљевству. Укупно се такмичило 18 земаља, а Француска и Грчка нису учествовале. Француски емитер TF1 је приликом повлачења критиковао музички квалитет такмичења и описао га као „споменик глупости“, пошто је Грчка, која би наступила друга те ноћи, била принуђена да се повуче неколико недеља пре такмичења када је откривено да његов намеравани запис је претходно објављен и заснован на грчкој народној песми.  Немачка је доминирала гласањем и победила би са највећом разликом до сада у садашњем систему (61 поен), као и добила нови рекорд од 12 поена, са 9 жирија који су их поставили на прво место. Никол је постала прва немачка глумица која је победила на такмичењу, 26 година након немачког првог учешћа на такмичењу, а током победничке репризе извела је своју победничку песму Ein bißchen Frieden на енглеском, француском, холандском и оригиналном немачком језику.
Такмичење за песму Евровизије 1983. било је двадесет и осмо издање такмичења. Организатор такмичења био је Bayerischer Rundfunk (BR) у име ARD. Одржано је 23. априла 1983 у Rudi-Sedlmayer-Halle у Минхену, Западна Немачка. Двадесет земаља ја учествовало на такмичењу. Немачка је по други пут била земља организатор догађаја. Италија, Грчка и Француска су поново учествовале. Ирска се повукла због финансијске кризу у раду националног емитера RTÉ. Луксембург је однео победу, по пети пут, након тесног гласања у најужој конкуренцији са Израелом, Шведском и Југославијом. Луксембург је представљала француска певачица Corinne Hermès са композицијом Si la vie est cadeau.
Такмичење за песму Евровизије 1984. било је двадесет девето издање такмичења, које је организовао CLT и одржано је 5. маја 1984. у Муниципал театру у граду Луксембург, Луксембург. Учествовало је укупно 19 земаља, при чему се Ирска вратила, а Израел је одбио да учествује пошто је датум такмичења преклапао са Јом Хазикароном, док се Грчка такође повукла у касној фази након што је емитер ERT одлучио да су њихове потенцијалне песме превише ниског квалитета за догађај. Désirée Nosbusch, изабрана за водитељку догађаја и постала је најмлађа особа која је учествовала у такмичењу, са само 19 година. 10 година након што је ABBA донела Шведској прву победу на Евровизији, Хереис је постигао другу, а наступао је са групом Diggi-Loo Diggi-Ley.
Такмичење за Песму Евровизије 1985. било је тридесето издање такмичења које је организовала Sveriges Television (СВТ) и одржано 4. маја 1985. у Скандинавијуму у Гетеборгу, у Шведској. Са преко 8.000 гледалаца присутних у арени, догађај из 1985. је био највећи до тада и био је прво такмичење које се преносило уживо путем сателита. Поново је било присутно 19 земаља, са Израелом и Грчком који су се вратили, али су се Југославија и Холандија повукле, ова друга по први пут; у оба случаја конкурс је био у сукобу са националним спомен данима, са Сећањем на мртве одржаном у Холандији иу Југославији на годишњицу смрти председника Јосипа Броза Тита. У тесној борби у гласању између Норвешке, Немачке и Шведске, вишегодишњи губитници су по први пут победили: Норвешка је раније била последња у шест наврата, више од било које друге земље, што је довело до великог славља у арени када су Бобисокс! проглашени победницима са La det swinge.
Такмичење за песму Евровизије 1986. било је тридесет и прво издање такмичења, које је организовао Norsk rikskringkasting (NRK) и одржано је 3. маја 1986. у Григалену у Бергену, Норвешка. Такмичило се укупно 20 земаља: Холандија и Југославија су се вратиле после годину дана одсуства, а Исланд је дебитовао. Италија је одлучила да одустане од овогодишњег догађаја, док се Грчка повукла у касној фази због такмичења чији се датум одржавања преклапао са Великом суботом. У значајном догађају, на овом такмичењу изведена је 500. песма која је красила сцену Евровизије, захваљујући Шерис Лоренс из Луксембурга и L'amour de ma vie. Ово такмичење је такође било једно од првих отворених репрезентација припадника ЛГБТ+ заједнице, када су чланови норвешке дрег групе Great Garlic Girls учествовали у наступу Кетила Стокана. Белгија је остварила своју прву и једину победу до сада, а Сандра Ким је постала најмлађа победница такмичења, са само 13 година, са песмом J'aime la vie; Ким је раније рекла продуцентима пре такмичења да има 15 година, а када је истина откривена, швајцарска делегација, која је заузела друго место, протестовала је и тражила да Белгија буде дисквалификована али жалбе им нису усвојене.
Такмичење за песму Евровизије 1987. је било тридесет друго издање такмичења, које је организовала Radio-télévision belge de la Communauté française (RTBF) и одржано 9. маја 1987. уPalais de Centenaire у Бриселу, Белгија. Белгија је у том тренутку чекала дуже од било које друге земље да буде домаћин такмичења, 31 годину након њиховог дебитантског учешћа. Од оснивања конкурса два емитера су била одговорна за одабир пријава из Белгије, а RTBF на француском и Belgische Radio- en Televisieomroep (BRT) на холандском језику смењују се сваке друге године. У почетку је BRT желео да копродуцира прво белгијско такмичење са RTBF-ом, емитером који је победио претходне године, међутим убрзо су се појавиле несугласице између две организације, па је RTBF сам организовао такмичење, а BRT је одабрао белгијског кандидата. На такмичење су учествовале 22 земље, што је нови рекорд, а Италија и Грчка су се вратиле и придружиле се 20 земаља које су наступиле претходне године. Џони Логан, победник такмичења 1980. године, поново је наступао као представник Ирске и постао први уметник који је забележио две победе на такмичењу са песмом Hold Me Now, и на тај начин Ирској дао трећу победу на такмичењу.
Такмичење за песму Евровизије 1988. је било тридесет треће издање такмичења које је организовао RTE и одржано је 30. априла 1988. у RDS Simmonscourt у Даблину, Ирска. Ово је било треће такмичење које се одржава у Ирској, што се поклопило са истом годином када и миленијум од оснивања Даблина. Ушла је иста група земаља из 1987. године, међутим Кипар је био приморан да се повуче у касној фази када је откривено да је њихова кандидована песма претходно учествовала у националном избору песме за Евровизију за Кипар, 1984.  Продуцентски тим RTE-а уложио је велики напор да модернизује такмичење и привуче млађу публику, са порученом модерном бином, највећом до сада виђеном, која је имала два гигантска видео зида и први пут у употреби компјутеризовани семафор. У једном од најближих до сада виђених такмичења, Швајцарска је победила са само једним бодом над Уједињеним Краљевством, а тада непозната Селин Дион донела је Швајцарској другу победу са Ne partez pas sans moi. Иако њена песма која је освојила Евровизију није била комерцијално успешна, Дион ће касније постати један од најпродаванијих извођача на свету, продавши преко 200 примерака. милион плоча током своје каријере.
Такмичење за песму Евровизије 1989. било је тридесет четврто издање такмичења које је организовала Швајцарска радиодифузна корпорација (SRG SSR) и одржано je 6. маја 1989. у Палати Боље у Лозани, Швајцарска. Ово је била друга Евровизија која је одржана у Швајцарској, 33 године након што је инаугурационо такмичење одржано у тој алпској земљи. Са повратком Кипра, последње такмичење 1980-их изједначило је рекорд од 22 конкурентске земље постављен 1987. Ове године је примењена модификација правила тај-брејка: сада би се вршило одбројавање за земље које су биле изједначене за прво место, при чему би се победником проглашавала земља са највише 12 поена, уз даља поређења са 10 поена и ниже се такође спроводи ако је потребно за прекид везе. Два такмичарска дела изазвала су контроверзу уочи такмичења због своје младости, при чему су Францускиња Натали Паке и Израелка Гили Нетанел постале најмлађи учесници у историји такмичења са 11, односно 12 година. Југославија је забележила једину победу на такмичењу, када је Рива однела победу са песмом Rock Me.

### 1990-их
Песма Евровизије 1990. је било тридесет пето издање такмичења које су организовале Југословенска радио-телевизија (ЈРТ) и Радиотелевизија Загреб (RTZ), а одржано је 5. маја 1990. у Концертној дворани Ватрослав Лисински у Загребу, Југославија. ЕБУ је увео ново старосно правило, забрањујући свима млађим од 16 година на дан такмичења да се такмиче; ово правило значи да Сандра Ким, најмлађа победница такмичења са 13 година, трајно остаје најмлађа победница Евровизије. Италијан Тото Кутуњо постао је први победник у овој деценије, што је означило другу победу Италије. Победничка песма насловљена је Insieme: 1992, што је била ода планираном формирању Европске уније 1992.
Такмичење за песму Евровизије 1991. било је тридесет шесто издање такмичења, које је организовао RAI и одржано 4. маја 1991. у Studio 15 di Cinecittà у Риму, Италија. Ово је било друго издање такмичења које се одржава у Италији, а представила су га два претходна италијанска победника, Ђиљола Чинкети и Тото Кутуњо. Првобитно је било планирано да се такмичење одржи у Санрему, месту одржавања музичког фестивала у Санрему који је био инспирација за Евровизију, међутим након избијања Заливског рата, РАИ је одлучио да премести такмичење у италијанску престоницу како би боље обезбедио безбедност стране делегације. Холандија поново није учествовала пошто је такмичење пало на датум меморијала Сећања на мртве, али Малта је први пут учествовала на такмичењу од 1975. године. Поново је учествовало 22 учесника такмичења; Немачка се такође први пут појавила као уједињена држава након поновног уједињења Немачке у октобру 1990. Забележен је најближи коначан резултат, и Шведска и Француска су завршиле са истим бројем бодова; Шведска је накнадно проглашена за победника када је, у јединој употреби правила тај-брејка у историји такмичења, одбројавање открило да је Шведска сакупила више од 10 поена од Француске, након што су обе земље прикупиле исти број од 12 поена. Карола је стога постала трећа шведска глумица која је победила на такмичењу са песмом Fångad av en stormvind у свом другом учешћу на такмичењу, пошто је претходно била трећа 1983.
Песма Евровизије 1992. било је 37. такмичење од почетка организовања догађаја. Организатор био је SVT and held on 9 May 1992 at the Malmö Isstadion у Малмеу. A new record 23 countries entered the contest, with the Netherlands making its return. Ове године је по последњу пут учествовала Југославијa. Представница Ирске Линда Мартин је остварила четврту победу за Ирску на такмичењу. Песму Линде Мартин Why Me? написао је Џони Логан, који је освојио четврту победу као извођач или текстописац, док је ово био други наступ Мартинове, која је претходно освојила друго место на такмичењу. Оо је било прво такмичење на којем су прва 3 места заузеле само песме на енглеском језику.
Такмичење за песму Евровизије 1993. било је тридесет осмо издање такмичења, које је организовао RTE и одржано 15. маја 1993. у Green Glens Arena у Милстриту у Ирској. Ирска је по први пур организовала такмичење ван престоног Даблина. Милстрит је постао популационо најмањи домаћин Евровизије до сада, иако је арена где је организован догађај могла да прими до 8.000 гледалаца. Промене у Европи 1990-их први пут су се одразиле на овом такмичењу; неколико нових земаља је настало након распада Совјетског Савеза и распада Југославије. Да би се прилагодио овом растућем броју, први Евровизијски предизбор је одржан у Љубљани, Словенија, 3. априла, Квалификација за Милстрит; седам земаља се такмичило за три места на такмичењу, при чему су бивше југословенске републике Словенија, БиХ и Хрватска однеле победу и придружиле се 22 земље које су учествовале у Малмеу. Југославија је била одсутна, јер је забрањено да се такмичи након санкција УН. Да би се боље управљало земљама учесницама у годинама које долазе, уведен је систем испадања, који је довео до тога да су земље на дну листе пропустиле следеће године и замењене новим земљама и земљама повратницима. Убрзо се развила трка на два коња у гласању између Уједињеног Краљевства и Ирске, при чему је коначна жирија била пресудна у доношењу победе домаћинима: Ниам Каванах је постао први Ирац који је победио на такмичењу организованом у Ирској, са песмом In Your Eyes. Његова победна је била друга узастопна за Ирску, која је тиме изједначила рекорд са највише победа, укупно пет.
Такмичење за песму Евровизије 1994. је било тридесет девето издање такмичења које је организовао RTE и одржано 30. априла 1994. у Поинт театру у Даблину, Ирска.  RTE је тако постао први емитер који је био домаћин два узастопна такмичења. Седам земаља се придружило такмичењу по први пут, заменивши 6 земаља које нису биле успешне на Милстриту као и Италију која се добровољно повукла; Луксембург, једна од испалих земаља, се још није пријавила за поновно учешће. Естонија, Мађарска, Румунија и Словачка, које нису успеле да се квалификују из Квалификације за Милстрит претходне године, придружиле су се кандидатима Литваније, Поске и Русије у дебију, такмичећи се заједно са 18 најбољих земаља из Милстрита. Riverdance, који ће касније постати једна од најуспешнијих светских плесних група, дебитовао је у овом издању као бенд који је наступао у међучину; првобитно седмоминутни наступ, касније јепроширен у пуну представу која ће се даље изводити на више од 450 локација широм света и коју ће видети преко 250 милиона људи. Током гласања на овом конкурсу коришћени су сателитски линкови, што је омогућило да се портпароли жирија први пут виде у визији. Ирска је обезбедила своју трећу узастопну победу, подвиг који тек треба да се понови, и зарадила рекордну шесту победу захваљујући Полу Харингтону и Чарлију Мекгетигену који су извели Rock 'n' Roll Kids; Пољска је дебитовала ове године а њихова представница Едита Горњак заузела је високо друго место.
Такмичење за песму Евровизије 1995. је било четрдесето издање такмичења, организатор догађаја био је RTE и одржано је 13. маја 1995. у Поинт театру у Даблину, Ирска.  RTE је имао забринутост због организовања такмичења трећу годину заредом, а Би-Би-Си је поднео понуду да преузме догађај, као и предложио заједничку продукцију у Белфасту, главном граду Северне Ирске; на крају је RTE одлучио да продуцира такмичење соло, организујући своје треће узастопно такмичење, што је и даље рекорд, при чему је Поинт театар постао прво место које је угостило два такмичења заредом. Број земаља које се такмиче је смањен на 23, при чему је испадало седам земаља на дну листе из 1994., а пет земаља које су испале у Милстриту 1993. године су поново учествовале. Норвешка је остварила другу победу на такмичењу са ирско-норвешким дуом Secret Garden и песмом Nocturne; након њене победе појавиле су се неке критике да, као већински инструментална композиција, која садржи само 24 речи, победничка песма није требало да буде квалификована за такмичење за песму, али безуспешно.
Такмичење за песму Евровизије 1996. је било четрдесет и прво издање такмичења, које је организовао NPK и одржано je 18. маја 1996. у Осло Спектруму у Ослу, Норвешка. Нови квалификациони систем је уведен на овом такмичењу, првенствено да би се смирила Немачка, један од највећих финансијских спонзора такмичења, који би иначе био испао, због чега су се све земље, осим земље домаћина, такмичиле у квалификационој рунди само аудио. Укупно је учествовало 29 земаља, а гласале су све земље које се такмиче и Норвешка. Немачка је, међутим, била једна од седам земаља које би биле елиминисане, заједно са Мађарском, Данском, Русијом, Израелом, Румунијом и Бившом Југословенском Републиком Македонијом, која је наступала по први пут. По први и једини пут до данас, гласање је спроведено коришћењем технологије виртуелне реалности, са графиком за семафор изнад „плаве собе“ такмичења. Ирска је остварила рекордну седму победу, а Ејмир Квин је земљи донео четврту победу у последњих пет година са композицијом The Voice. Као и на претходним такмичењима, комерцијално најуспешнија пријава за такмичење била је једна од песама које су изгубиле; британски представник Ooh Aah... Just a Little Bit музичарке Гине Г постала је међународни хит, достигавши пласман у првих 20 на Billboard Hot 100 и песма је на крају номинована за награду Греми; такође остаје последња песма која је представљала УК на Песми Евровизије а која је достигла број један на UK Singles Chart.
Такмичење за песму Евровизије 1997. је било четрдесет друго издање такмичења које је организовао РТЕ и одржано 3. маја 1997. у Поинт театру у Даблину, Ирска. 25 земаља такмичило се на трећем такмичењу одржаном у Поинт театру, са новим системом испадања који је примењен како би се смањио број такмичарских пријава: број поена које је свака земља зарадила на последња четири такмичења коришћен је за израчунавање просечне оцене за сваку земљу, а земље са најнижим просеком натеране су да седе годину дана. Израел се добровољно повукао јер се датум такмичења поклапао са обележавањем Јом хашоа. Због израелског одустајања, дата је могућност Босни и Херцеговини да учествује. Италија је такође поново учествовала после четворогодишњег одсуства а после наступа 1997. Италије није учествовала наредних 14 година. Ове године је по први пут употребљено телегласање, на пробној основи, при чему је бодове из Аустрије, Швајцарске, Немачке, Шведске и Уједињеног Краљевства одређивала публика, а не жири. Комплетни пратећи вокали су од ове године такође били дозвољене без било каквих ограничења, дозвољавајући да се песме изводе без живе музике по жељи, иако су живи вокали и даље били потребни. Уједињено Краљевство је победило, по пети пут, 16 година након последње победе, са Катрином и таласима и Love Shine a Light.
Такмичење за песму Евровизије 1998. било је четрдесет треће издање такмичења, које је организовао Би-Би-Си, а одржано је 9. маја 1998. у Националној затвореној арени у Бирмингему, Уједињено Краљевство. На осмом такмичењу одржаном у Уједињеном Краљевству учествовало је 25 земаља, што је нови рекорд, а Северна Македонија је дебитовала. Након успешног пробног процеса 1997. године, телегласање је одржано у већини земаља по први пут на овом такмичењу. Први резултат који је широко утврдила публика довео је до тога да се Израел, Велика Британија и Малта такмиче за прво место, а израелска Дана Интернашонел проглашена је победничком коначним резултатом, што је Израелу донело трећу победу са Дива. Дана Интернашонал, прва транс извођачица на такмичењу, постала је контроверзна личност у Израелу након свог избора за такмичење, уз критике конзервативних делова израелског друштва и претње смрћу од фанатичних фракција.
Такмичење за песму Евровизије 1999. је било четрдесет четврто издање такмичења које је организовала IBA и одржано 29. маја 1999. у Међународном конгресном центру у Јерусалиму, Израел. Ово је било друго такмичење у организацији Израела. Учествовале су 23 земље, а Литванија се вратила након 5 година одсуства. То је било прво такмичење на којем није учествовао пратећи оркестар, што је ове године постало необавезно, што је промена коју је IBA искористила у настојању да смањи трошкове. Ова промена, која се показала контроверзном, значила је да ће све пријаве по први пут бити праћене пратећом нумером, што је одлука за коју је бивши победник Џони Логан тврдио да је такмичење претворила у караоке. Језичко правило је такође поново одбачено, што је уметницима омогућило да наступају на било ком језику, а многи музичари су сада изабрали да певају на енглеском. Група земаља „велике четворке“ формирана је на овом такмичењу, по правилу према којем су највећи финансијски подржаваоци такмичења, Немачка, Француска, Шпанија и Уједињено Краљевство, сада били изузети од испадања и могли да учествују сваке године. На такмичењу је постојала тесна трка за победу између Шведске и Исланда, а Карлот Перели је освојила четврту победу Шведске на такмичењу са песмом Take Me to Your Heaven. Након репризног извођења победничке песме, емитовање је завршено тако што су се сви уметници који су учествовали окупили на бини како би извели Hallelujah, израелску победничку песму из 1979. године, као почаст жртвама рата на Косову и Метохију који је тада био у току.

### 2000-их
Такмичење за песму Евровизије 2000. је било четрдесет пето издање такмичења, које је организовао Sveriges Television и одржано 13. маја 2000. у Глоб арени у Стокхолму, у Шведској .  На такмичењу су се такмичиле 24 земље, а Летонија је први пут учествовала. Прво такмичење у новом миленијуму одржано је пред највећом публиком до сада виђеном у њеној историји, са преко 13.000 гледалаца који су пратили шоу у арени, и то је било прво такмичење које се преносило уживо путем интернета. Данска је обезбедила другу победу, прву од 1963. године. Данску су представљала браћа Олсен са песмом Fly on the Wings of Lovе. Русија, која је заузела друго место, поднела је захтев за дисквалификацију песме због делимичне употребе вокодера, што је ЕБУ одбио.
Такмичење за песму Евровизије 2001. било је четрдесет шесто издање такмичења које је организовала ДР и одржано 12. маја 2001. на стадиону Паркен у Копенхагену, Данска. Над фудбалским стадионом је специјално направљен кров за такмичење, и са 38.000 гледалаца постао је најбројнија публика уживо икада виђена на Евровизији, што је рекорд који је и даље на снази. Укупно су се такмичиле 23 земље, а систем испадања је поново измењен, уклањањем поређења просечног резултата и враћањем система који је коришћен 1994. и 1995. године за испадање најнижепласираних земаља, при чему је велика четворка изузета без обзира на њихов пласман. За победнике је проглашена Естонија, коју су представљали Танел Падар, Дејв Бентон и 2XL са Everybody. Њиховом победом Естонија је постала прва земља из бившег Источног блока која је победила на такмичењу, што је изазвало осмогодишњи ланац победа нових земаља, а Бентон рођен у Аруби постао је први црни уметник који је победио на такмичењу.
Такмичење за песму Евровизије 2002. било је четрдесет седмо издање такмичења које је организовала ETVи одржано 25. маја 2002. у Саку Сурхаллу у Талину, Естонија. На првом такмичењу које се одржава иза некадашње гвоздене завесе учествовале су 24 земље. Награде Марсел Безенсон, серија додатних награда за неке од најбољих песама и извођача у финалу сваког такмичења, за које гласају акредитована штампа, коментатори и композитори, први пут су додељене ове године и касније је награда додељивана на сваком такмичењу. Традиционално се додељује у бекстејџу непосредно пре великог финала. Летонија је на овом издању такмичења стекла прву победу, само две године након њиховог првог учешћа. Балтичку земљу је представљала Марија Наумова са песмом I Wanna. Летонија је првобитно испала из лиге због лошег учинка у Копенхагену, али им је омогућено учествовање када је Португал одлучио да се добровољно повуче са учешћа у такмичењу.
Такмичење за песму Евровизије 2003. било је четрдесет осмо издање такмичења које је организовала Latvijas Televīzija (LTV) и одржано је 24. маја 2003. у дворани Сконто у Риги, Летонија. На такмичењу је учествовало 26 земаља, а Украјина се први пут придружила такмичењу. Ово ће постати последње такмичење које ће се одржати током једне вечери, са најавом у јануару 2003. да ће од 2004. бити уведено полуфинале: 10 најбољих земаља са догађаја 2003. заједно са „великом четворком“ ће се аутоматски квалификовати за финале 2004. године, док су се све остале земље такмичиле у полуфиналу за 10 квалификационих места. Турска је остварила своју прву победу на Евровизији, тако што је представник Турске Сертаб Еренер победио у једном од најближих такмичења икада виђених. Победничка песма Everyway That I Can тријумфовала са само три бода разлике.
Такмичење за песму Евровизије 2004. било је четрдесет девето издање такмичења које је организовала Турска радио-телевизијска корпорација (ТРТ) и било је одржано 12. и 15. маја 2004. у Абди Ипекчи арени у Истанбулу, Турска. Рекордних 36 земаља такмичило се на првом такмичењу одржаном у новом формату. На такмичењу су дебитантски наступиле Албанија, Андора, Белорусија као и Србија и Црна Гора. Монако је такође наступао по први наступ после 25 година. Украјина је однела победу, у другом наступу у историји такмичења земље на Евровизији. Републику Украјину је представљала Руслана са песмом Wild Dances.
Такмичење за песму Евровизије 2005. је било педесето издање такмичења које је организовала Национална телевизијска компанија Украјине (НТУ) и одржано 19. и 21. маја 2005. у Палати спорта у Кијеву, Украјина .  Укупно се такмичило 39 земаља, са дебитантским учешћем Молдавије и Бугарске и поновним учешћем Мађарске по први пут од 1998. године. Либан је такође планирао да дебитује, али су се повукли у касној фази због проблема са такмичењем уз Израел. Гркиња Хелена Папаризу постала је победница јубиларног издања такмичења са песмом My Number One, што је прва победа Грчке после 31 године такмичења.
22. октобра 2005. године одржано је специјално такмичење поводом прославе 50. годишњице такмичења. Честитамо: 50 година Песме Евровизије организовала је DR и одржана је на Форуму Копенхагену у Копенхагену, Данска, а домаћини су били бивши такмичари Евровизије Катрина Лесканич и Ренар Кауперс. Четрнаест песама из историје Евровизије, по избору фанова и Референтне групе такмичења, такмичило се у избору најпопуларније песме из првих 50 година такмичења. Емитовано је уживо у 31 земљи које су се у том тренутку такмичиле на Евровизији. Комбиновани гласови гледалаца и жирија изабрали су победника у два круга. Победничка песма, објављена на крају емисије, била је Waterloo групе ABBA, победничка песма из 1974.
Такмичење за песму Евровизије 2006. било је педесет прво издање такмичења које је организовала Хеленска радиодифузна корпорација (ЕРТ) и одржано 18. и 20. маја 2006. у Олимпијској дворани у Атини, Грчка. На такмичењу се такмичило 37 нација, а први пут је наступила Јерменија. Србија и Црна Гора су намеравале да се такмиче, али је контроверза око победника њихове националне селекције довела до каснијег повлачења. Ове године остварен је нови јубијел извођењем 1.000. песме у историји Евровизије. Извео ју је Ирац Брајан Кенеди у полуфиналу извео Every Song Is a Cry for Love. 45 година након првог учешћа на такмичењу, Финска је обезбедила своју прву победу, коју су представљали Лорди и Hard Rock Hallelujah.
Такмичење за Песму Евровизије 2007. је било педесет друго издање такмичења које је организовао Ilesradio (ILE) и одржано је 10. и 12. маја 2007. у Хартвал Арени у Хелсинкију, Финска. Број земаља учесница је био рекордан, чак 42, од чега су дебитантски наступале Чешка, Грузија, Црна Гора и Србија (након престанка постојања Србије и Црне Горе). У појединачном полуфиналу такмичило се 28 земаља, што је највећи број учесника икада виђен у емисији Евровизије. Србија је постала тек друга земља која је победила на свом дебитантском наступу. Србију је представљала Марија Шерифовић са песмом Молитва.
Песма Евровизије 2008. је била педесет и треће издање такмичења које је организовала Радио-телевизија Србије (РТС). Одржано је 20, 22. и 24. маја 2008. године у Београдској арени у Београду, Србија. На такмичењу су се такмичиле нови рекордан број од 43 земље, а Азербејџан и Сан Марино су први пут наступили на такмичењу. На овом такмичењу уведено је друго полуфинале, у којем се све земље осим домаћина и „велике четворке“ сада такмиче у једном од два полуфинала. Русија је остварила прву победу на такмичењу, коју су представљали Дима Билан и песма Believe; то је био други Биланов наступ на такмичењу, пошто је претходно освојио друго место за Русију 2006.
Такмичење за песму Евровизије 2009. било је педесет четврто издање такмичења, које је организовао Први канал (C1R) и одржано је 12, 14. и 16. маја 2009. у Олимпијски арени у Москви, Русија. Такмичиле су се 42 земље, укључујући Словачку, која је наступала по први пут након 11 година. Наступ Грузије је довео до контроверзи. Песма која је представљала Грузију оптужена да је критиковала руског лидера Владимира Путина након недавног руско-грузијског рата; након што су захтеви ЕБУ-а за промену текста били одбијени, Џорџија се касније повукла. Жири су се ове године вратили на такмичење, а о поенима додељеним у финалу одлучивала је једнака комбинација жирија и телегласања; квалификације из полуфинала ипак су остале углавном одлучене путем телегласања у овом такмичењу. Норвешка је обезбедила трећу победу на такмичењу, пошто је Алекандер Рибак однео победу са песмом Fairytale, која је освојила 387 бодова, Рибак је зарадио највећи укупан број поена до сада виђен на такмичењу, што је и даље највећи укупан број по овом систему гласања.

### 2010-их
Такмичење за Песму Евровизије 2010. било је педесет пето издање такмичења, које је организовао НРК, а одржано је 25, 27. и 29. маја 2010. године у Теленор арени у Ослу, Норвешка. Учествовало је укупно 39 земаља, а Грузија се вратила након годину дана одсуства. Неколико земаља се повукло за ову годину због ефеката финансијске кризе 2007–2008, укључујући Андору, а криза је такође утицала на продукцију такмичења. Комбинација жирија и телегласања виђена у финалу 2009. проширена је на полуфинале ове године, сваки са једнаким уделом у одређивању 10 квалификатора у сваком полуфиналу. Немачка је остварила своју другу победу на такмичењу, поставши прва земља "Велике четворке" која је победила од свог формирања 1999. године, а Лена је прва немачка победница у последњих 28 година са песмом Satellite.
Такмичење за песму Евровизије 2011. било је педесет шесто издање такмичења, које је организовао Norddeutscher Rundfunk (NDR) у име ARD-а и одржано је 10. 12. и 14. маја 2011. у Меркур Шпил-Арени у Дизелдорфу, Немачка. 43 земље су се такмичиле на трећем такмичењу одржаном на немачком тлу, што је изједначило рекорд постављен 2008. године; међу земљама које су се вратиле била је и Италија, која се први пут појавила од 1997. године, која се аутоматски квалификовала у финале као чланица ново проширене „ Велике петорке“. Азербејџан је освојио своју прву победу, коју су представљали Ell & Nikki са композицијом песма Running Scared.
Такмичење за песму Евровизије 2012. било је педесет седмо издање такмичења које је организовала Телевизија Иџтимаи (ИТВ) и одржано је 22, 24. и 26. маја 2012. године у Баку Кристалној дворани у Бакуу, Азербејџан. 42 земље су се такмичиле на такмичењу; Јерменија се првобитно пријавила за такмичење, али се повукла у касној фази због безбедносних забринутости у вези са текућим сукобом између Јерменије и Азербејџана. Такмичење је такође обележила забринутост због стања људских права у Азербејџану, као и тензије са суседним Ираном због „антиисламске” природе такмичења. Шведска је однела победу на такмичењу по пети пут. Земљу је представљала Лорин са песмом Euphoria, која ће после такмичења остварити велики комерцијални успех, продавши преко два милиона примерака широм света.
Такмичење за Песму Евровизије 2013. било је педесет осмо издање такмичења које је организовао СВТ и одржано 14, 16. и 18. маја 2013. у Малме Арени у Малмеу, Шведска . Укупно се такмичило 39 земаља, а Јерменија се вратила као такмичар након једногодишњег одсуства; међу земљама које су се повукле биле су Словачка и Турска. Турски емитер TRT је као разлоге навео измене правила такмичења у последњих неколико година, као и критике ЛГБТ+ природе неких наступа. за њихово даље неучествовање. Данска је победила на такмичењу по трећи пут, а представљала је Емели де Форест са Only Teardrops.
Такмичење за песму Евровизије 2014. било је педесет девето издање такмичења које је организовала ДР и одржано 6, 8. и 10. маја 2014. у B&W Hallerne у Копенхагену, Данска . Уметници који представљају 37 земаља такмичили су се на трећем такмичењу у Данској као домаћин, а Аустрија је изашла као победник и остварила своју другу победу, прву у 48 година, са песмом Кончите Вурст Rise Like a Phoenix. Победа брадате драг краљице показала се контроверзном међу некима, посебно у Русији где је неколико конзервативних гласова критиковало њену победу. Догађаји у Русији, посебно увођење закона о забрани геј пропаганде и дешавања на Криму, такође су били присутни у такмичењу када се чуло звиждање током наступа Руса и гласања.
Поводом прославе шездесете годишњице такмичења, ЕБУ је 31. марта 2015. организовао специјални концерт у Hammersmith Apollo, у Лондону, Уједињено Краљевство. Највећи хитови Песме Евровизије садржали су наступе уживо петнаест претходних извођача Евровизије из тринаест земаља, видео монтаже прошлих издања такмичења и снимке бивших пријава, као и наступ групе Riverdance, првобитно замишљен као интервални наступ за 1994 contest . пре него што се развије у пуну производњу. У продукцији ББЦ-ја, концерт је снимљен уживо и емитован као одложено емитовање на различите датуме који су одговарали појединим који су учествовали: BBC и ирски RTE су први емитовали догађај, у симултаном преносу 3. априла 2015.
Такмичење за песму Евровизије 2015. било је шездесето издање такмичења које је организовао ОРФ и одржано 19., 21. и 23. маја 2015. у Бечког градској дворани. Првобитно је најављено да ће 39 земаља учествовати на такмичењу које се по први пут организовало у Аустрији, од 1967. године. Аустралија је касније додата као 40. земља, што је означило прво учешће Аустралије на издању Евровизије, што најављено као догађај ограничен на прво и последње учешће Аустралије, поводом 60. годишњице такмичења. Аустралија би се пласирала директно у финале, што значи да ће се 27 земаља такмичити у највећем финалу икада виђеном на такмичењу. Шведска је остварила своју шесту победу на такмичењу, коју су представљали Монс Селмерлов и Heroes.
Такмичење за Песму Евровизије 2016. било је шездесет прво издање такмичења које је организовао СВТ и одржано 10., 12. и 14. маја 2016. у Авичи аренаи у Стокхолму, у Шведској. 43 земље су првобитно биле представљене на такмичењу, а Аустралија је позвана да се такмичи по други пут; Румунији је касније забрањено да се такмичи због неизмирених дугова румунске ТВР. 42 земље су се такмичиле на за Шведску шестом издању такмичења у улози домаћина. Систем гласања је трансформисан по први пут после више од 30 година на овом такмичењу: свака земља би сада додељивала два сета поена, који представљају гласове жирија и јавности сваке земље посебно. Украјина је забележила другу победу на такмичењу са песмом музичарке Џамале 1944.
Такмичење за песму Евровизије 2017. је било шездесет друго издање такмичења које је организовала Јавна радиодифузна компанија Украјине (UA:PBC) и одржано је 9, 11. и 13. маја 2017. у Међународном изложбеном центру у Кијеву, Украјина. За учешће на такмичењу пријавиле су се 43 земље, међутим само 42 ће касније учествовати на другом такмичењу у Украјини: Русија није могла да се такмичи након што су украјинске власти забраниле улазак у Украјину њиховој изабраној извођачици Јулији Самојловој због илегалног уласка на Крим 2015. године, уз изнету могућност да се Самојлова такмичи путем сателита из Русије, што је руска телевизија одбила. Португал је освојио своју прву титулу на Евровизије, 53 године након што је први пут учествовао на такмичењу, а Салвадор Собрал је освојио највећи укупан број поена икада виђен у историји Евровизије; његова песма Amar pelos dois добила 758 бодова.
Такмичење за песму Евровизије 2018. било је шездесет треће издање такмичења које је организовала Радио-телевизија Португалије (РТП) и одржано је 8, 10. и 12. маја 2018. у Алтице Арени у Лисабону, Португал. На овом такмичењу су се такмичиле 43 земље, што је поклапало претходни рекорд, а Русија се вратила након неучествовања претходне године. На овом такмичењу изведена је 1500. евровизијска песма, када је бивши победник Александар Рибак извео песму That's How You Write a Song у другом полуфиналу за Норвешку. Израел је освојио своју четврту титулу Евровизије. Израел је представљала Нета са Toy.
Такмичење за песму Евровизије 2019. било је шездесет четврто издање такмичења које је организовала Израелска јавна радиодифузна корпорација (ИПБЦ/Кан) и одржано 14, 16. и 18. маја 2019. на Експо Тел Авив у Тел Авиву, Израел. Треће израелско такмичење обележиле су контроверзе на више фронтова, при чему су православне верске вође и политичари у Израелу позвали такмичење да се не меша у Шабат, док су друге групе, укључујући БДС, позвале на бојкот догађаја као одговор на политику земље према Палестинцима на Западној обали и Гази, и супротно ономе што неки сматрају „пинквошингом“ израелске владе. 42 земље су првобитно најављене да се такмиче на овом такмичењу, а Аустралија је обезбедила право учешћа до 2023. Међутим, само 41 земља је ушла у такмичење када се Украјина накнадно повукла: сукоби између украјинског емитера UA:PBC и изабраног представника Украјине Марув довели су до тога да Марув одбије да се такмичи, што је резултирало њеним повлачењем. Холандија је забележила своју пету победу на Евровизији и прву у 44 године, захваљујући Данкану Лоренсу који је наступао са песмом Arcade, која ће касније постати хит-спавач 2021. године, поставши најпродаванија песма Евровизије на Спотифају и прва од Ooh Aah... Just a Little Bit на топ-листи америчке Billboard Hot 1000, на крају доспевши до првих 30 листе.

### 2020-их
Такмичење за Песму Евровизије 2020. требало је да се одржи 12, 14. и 16. маја 2020. у Ротердам Ахоју у Ротердаму, Холандија, у организацији Nederlandse Publieke Omroep (NPO), Nederlandse Omroep Stichting (NOS) and AVROTROS. 41 земља пријавила се за учешће на петом такмичењу на којем је Холандија држава домаћин, али је у марту 2020., први пут у својој историји, такмичење отказано због неизвесности изазване пандемијом ковида 19 и уведеним ограничењима широм Европе, што је укључивало блокаде и ограничења путовања. Уместо њега, специјална емисија из Медија парка у Хилверсуму, Евровизија: Нека Европа обасја светлошћу, одржана је на дан финала, у знак прославе и представљања извођача и песама које ће се такмичити 2020. такмичење у нетакмичарском формату, као и наступе бивших евровизијских уметника.
Такмичење за песму Евровизије 2021. је било шездесет пето издање такмичења које је одржано 18, 20. и 22. маја 2021. у Ротердам Ахоју у Ротердаму, Холандија, у организацији NPO, NOS and AVROTROS. Ротердам је изабран као град домаћин такмичења 2021. током Евровизија: Нека Европа обасја светлошћу. Многи од извођача који су првобитно били изабрани да се такмиче 2020. године још једном су потврђени за своје земље, међутим било која песма која је ушла у такмичење 2020. није била квалификована за 2021. према правилима такмичења. Унапред снимљени пратећи вокали су први пут дозвољени 2021. године на пробној основи, што је најављено као покушај модернизације и повећања одрживости такмичења. Истих 41 држава које су првобитно планирале да учествују у такмичењу 2020. поново су се такмичиле, међутим, касно повлачење Јерменије и накнадна дисквалификација пријаве из Белорусије смањили су број земаља које се такмиче на 39. Као одговор на пандемију ковида 19 осмишљено је више сценарија за непредвиђене ситуације, у распону од нормалног стања, премда такмичења са мање бројном публиком (што је била изабрана опција) до потпуно удаљеног такмичења са учесницима који су наступали путем снимака „уживо на траци“ (live-on-tape). Аустралија и Исланд нису били у могућности да наступе на такмичењу уживо: аустралијска делегација је одлучила да искористи свој наступ 'уживо на траци' с обзиром на логистичке потешкоће приликом путовања у иностранство као део реакције земље на стање пандемије; док се Исланд такмичио користећи снимке са проба након избијања ковида 19 међу његовом делегацијом. Италија је забележила трећу победу на Евровизији, поставши друга земља „Велике петорке“ која је победила од свог формирања, пошто је Монескин завршио 31-годишње чекање на победу са Zitti e buoni. Другопласирана Француска и трећепласирана Швајцарска такође су оствариле своје најбоље резултате од 1991. односно 1993. године. Победа Монескина на такмичењу донела је до међународног продора бенда. Њихове песме су се пласирале на бројне европске и светске недељне листе најбољих песама, у месецима након победе.
Такмичење за Песму Евровизије 2022. је било шездесет шесто издање такмичења које је одржано 10., 12. и 14. маја 2022. у PalaOlimpico у Торину, Италија, у организацији RAI. За учешће на такмичењу пријавила се 41 земља, а Јерменија и Црна Гора су кандидовале своје прве пријаве од 2019. године (пре пандемије ковида). Русији, која се првобитно појавила на листи, касније је забрањено да се такмичи након инвазије на Украјину у фебруару 2022. године, што је довело до тога да се 40 земаља такмичило у издању такмичења за Песму Евровизију коју је Италија организовала као земља домаћин, по трећи пут. Трећу победу на такмичењу забележила је Украјина, коју је представљао Калушки оркестар са песмом Стефанија док су УК, које је заузело друго место, и Шпанија, која је заузела треће место, такође постигле најбоље националне резултате од 1998. и 1995. године.
Песма Евровизије 2023. је била шездесет седмо издање такмичења, одржано 9, 11. и 13. маја 2023. у Ливерпул арени у Ливерпулу, Уједињено Краљевство, у организацији Би-Би-Си-ја. Украјински UA:PBC је првобитно добио прилику да буде домаћин након победе прошле године, али због безбедносних забринутости изазваних руском инвазијом на земљу, Би-Би-Си је изабран, као другопласирани, да буде домаћин такмичења у њихово име. За учешће на деветом такмичењу одржаном у УК пријавило се 37 земаља, а неколико земаља се повукло за ову годину због ефеката глобалне енергетске кризе 2021–2023. За ово такмичење направљене су значајне промене у систему гласања, враћањем потпуног телегласања како би се одредили квалификанти из полуфинала, а гледаоцима из земаља које нису учествовале је било дозвољено да гласају у свим емисијама, при чему су њихови гласови збирни и додељени као један скуп поена из "екстра земље" за укупно јавно гласање. Лорин, победница такмичења 2012. године, вратила се у Шведску и постала друга уметница која је забележила две победе на такмичењу са песмом Tattoo, и на тај начин Шведској дала рекордну седму победу на такмичењу.
Песма Евровизије 2024. биће шездесет осмо издање такмичења које ће се одржати 7, 9. и 11. маја 2024. у Малме Арени у Малмеу, у Шведској, у организацији SVT.